# Myopsyche cytogaster
Myopsyche cytogaster là một loài bướm đêm thuộc phân họ Arctiinae, họ Erebidae.